# Kim Myeong-soo
Kim Myeong-soo (* 12. Oktober 1959 in Busan) ist ein südkoreanischer Richter, der seit dem 26. September 2017 als Oberster Richter des Obersten Gerichtshofs der Republik Korea amtiert.

## Werdegang
Kim schloss 1981 ein Studium der Rechtswissenschaften an der Seoul National University ab und wurde 1983 als Anwalt zugelassen. 1986 begann er als Richter an einem Bezirksgericht in Seoul zu arbeiten. 2016 wurde er Richter in Chuncheon.
Von Moon Jae-in wurde Kim 2017 als neuer Oberster Richter des koreanischen Höchstgerichts nominiert und mit 160 zu 134 Stimmen von den Abgeordneten der Gukhoe für eine Amtszeit von sechs Jahren bestätigt.